# Bathylaimus arcticus
Bathylaimus arcticus är en rundmaskart som beskrevs av Hans August Kreis 1963. Bathylaimus arcticus ingår i släktet Bathylaimus och familjen Tripyloididae. Inga underarter finns listade i Catalogue of Life.